# Qafë Thanë
Qafë Thanë (także Qafa e Thanës; maced. Ќафасан, Ḱafasan;  bułg. Кяфасан, Kjafasan, w starszych źródłach także Кяфасхане, Kjafaschane) – przełęcz i przejście graniczne między Macedonią i Albanią.
Qafa e Thanës jest skrajnym punktem 20-kilometrowej drogi E 852 Ochryda – Struga – Qafa e Thanës i znajduje się między południowo-wschodnimi zboczami gór Jabłanica i Jeziorem Ochrydzkim. Najbliższymi miejscowościami po stronie albańskiej są wsie Lin nad Jeziorem Ochrydzkim w okręgu Pogradec i Përrenjas w okręgu Librazhd.